# Покрасс, Михаил Львович
Михаил Львович Покрасс  (род. 13 июня 1943, Куйбышев, СССР) — советский и российский врач, психолог, психиатр и психотерапевт, основатель эффективного терапевтического направления в психотерапии — «Терапия поведением».

## Биография

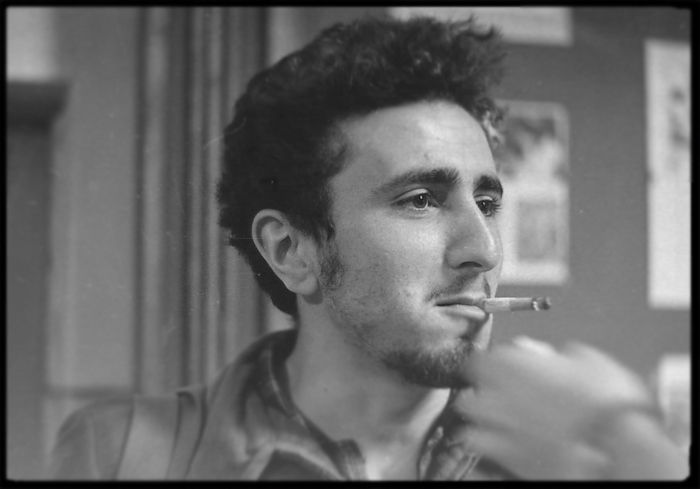
Учеба в институте.

Отец — Покрасс Лев Петрович — изобретатель, инженер-конструктор. Мать — Покрасс Дина Иосифовна — преподаватель русского языка и литературы. Родился в Куйбышеве, куда мать приехала к родителям во время войны. Детство провёл в Москве. В 1954 году родители окончательно переехали в Куйбышев, в закрытый посёлок Управленческий. После окончания школы поступил на лечебный факультет Куйбышевского мединститута. Обучаясь в институте, работал санитаром психиатрической бригады «Скорой помощи», затем медбратом психиатрической клиники. После окончания института в 1966 году Михаил Покрасс — врач-психиатр Липецкой областной психиатрической больницы в селе Плеханово, затем в течение двух лет, наладив психиатрическую службу, работал районным психиатром в городе Грязи, Грязинского района Липецкой области. Здесь были разработаны два первые этапа «Терапии поведением». В 1969 году стал самым молодым делегатом Всесоюзного съезда психиатров и невропатологов в Москве. Осенью того же 1969 года Михаил Покрасс вернулся в Куйбышев, где продолжил работать участковым психиатром Куйбышевского городского психоневрологического диспансера.

### Кабинет
В 1970 году открылся один из первых в стране и первый в Куйбышевской области психотерапевтический кабинет Михаила Покрасса, в котором формировались основы нового терапевтического подхода — «Терапии Поведением». В феврале того же года на заседании Куйбышевского областного общества невропатологов и психиатров впервые был сделан доклад о первых этапах «Терапии поведением» (с демонстрацией пациента). В 1972 году М. Л. Покрасс делает доклад о «Терапии поведением» в отделении неврозов института им. В. М. Бехтерева. Руководитель института, академик В. Н. Мясищев и профессор Б. Д. Карвасарский предоставили М. Покрассу возможность лечить больных в отделении неврозов института. Б. Д. Карвасарский познакомил с работой Покрасса своего коллегу Вольфа Лаутербаха. Лаутербах впервые опубликовал, назвав его «открытием» и поставив в ряд с подходом академика В. Н. Мясищева, подробное изложение подхода М. Л. Покрасса в своей книжке «Психотерапия в Советском Союзе», вышедшей в Германии, Австрии и США.
М. Л. Покрасс продолжил работать в кабинете психотерапии неврозов. В 1985 году стал первым главным психотерапевтом Куйбышевской (позже Самарской) области (до 1995 года). В этот период кабинет стал организационно-методическим центром, на базе которого прошли первичную специализацию по психотерапии десятки врачей области.

### «Охранная грамота»
С 1992 года — руководитель собственного Центра социально-психологической помощи «Охранная грамота».
Центр создан для поддержки свободного развития и самоутверждения личности ребёнка и взрослого, для возрождения общественного интереса к невостребованным ресурсам индивидуальности (разрушения стереотипа «человек-винтик»), гуманизации межчеловеческих отношений, для предупреждения распространения невротизма, нравственно-психологического инфантилизма взрослых и детей, для оказания психотерапевтической и социально-психологической помощи населению, осуществления педагогических, культурно-просветительских программ для детей, подростков, медиков, педагогов социальных работников и других групп.
Основными целями деятельности Центра являются:
- удовлетворение потребностей личности и общества в интеллектуальном, культурном, нравственном и физическом развитии, в приобретении образования, квалификации, переквалификации и повышении квалификации в избранной профессиональной деятельности;
- накопление, сохранение и приумножение нравственных, культурных и научных ценностей общества;
- удовлетворение духовных и иных личностно-психологических потребностей граждан.

Основными направлениями деятельности Центра являются:
- выполнение и стимулирование инициатив граждан, групп, лиц, организаций, направленных на поддержку духовного, нравственно-психологического и телесного здоровья, свободного развития и самоутверждения детей, подростков, взрослых;
- разработка и распространение прогрессивных педагогических, социально-психологических, психотерапевтических программ, направленных на поддержание здоровья, свободного развития и самоутверждения женщин, семьи, воспитателей, педагогов, родителей;
- оказание социально-психологической помощи нуждающимся;
- подготовка высококвалифицированных специалистов для вышеуказанные видов деятельности;
- обучение, переподготовка и стажировка граждан, проведение конференций, семинаров и выставок;
- разработка, поиск и внедрение различных форм образования, новых образовательных технологий;
- выпуск учебно-методической литературы.

### Марафон
Начиная с 1967 года М. Покрасс водил пациентов с фобиями в двухдневные туристические походы. Подобную практику Покрасс продолжил в Куйбышеве. Пациенты с инвалидностью второй и третьей групп, убеждённые в своей физической несостоятельности, проходили с ним за два дня от 40 до 60 километров по горам и оврагам Жигулёвского заповедника. В результате, почти все полностью восстанавливали работоспособность. Это были первые интуитивные попытки групповой психотерапии. В 1972 году М. Покрасс стал участником первой, организованной В. Мурзенко, психотерапевтической группы в институте им. В. М. Бехтерева. По возвращении в Куйбышев, сделал групповую психотерапию неотъемлемой частью работы кабинета, организовав первую психотерапевтическую группу для пациентов, а затем для психотерапевтов и психологов. Таким образом, психотерапевтическая группа существует в кабинете, а впоследствии и в центре «Охранная грамота», как открытая и непрерывная с 1972 года. С конца 1980-х годов эпизодически, а с 1992 года постоянно, для людей активно занятых на работе и не имеющих возможности систематического посещения групповых занятий, для психологов, психотерапевтов, профессионалов и людей испытывающих самые различные профессиональные и внутриличностные трудности, были организованы психотерапевтические «марафоны».
«Марафон» — так участники назвали длящуюся много часов или дней подряд психотерапевтическую группу. Например «группу встреч», «группу психологического роста», разные психотерапевтические или психодидактические тренинги.

«К этому я вас и приглашаю. Всех, бьющихся в пустоте и одиночестве, тех, кого „никто не понимает“; всех, кто интересуется собой и отношениями между людьми, всех, кто попал в безвыходное положение, или хочет помочь близкому человеку. Тех студентов и психотерапевтов, психологов, социологов и философов, профессионалов, которые ищут нетривиальных и перспективных решений для себя и для других, во что бы то ни стало, и не только в теории, но и непременно здесь, в своей жизни.» 

— М. Л. Покрасс «Активная депрессия. Исцеление эгоизмом»

## Терапия поведением
М. Л. Покрасс основатель самостоятельного эффективного подхода к лечению неврозов и психосоматических расстройств, получившего признание в России и за рубежом под названием «Терапия поведением», изложенного в одноимённой книге.
«Терапия поведением» — система мероприятий, используемых для лечения неврозов с обсессивно-фобической симптоматикой в амбулаторных условиях. В этой системе описываются особенности поведения пациента, которые способствуют возникновению и фиксации обсессивно-фобической симптоматики и без которых эта симптоматика не может сохраняться. Обнаружением этих особенностей определяются задачи психотерапевта по перестройке поведения пациента. Эти задачи сводятся к устранению в поведении пациента указанных особенностей и организации нового стереотипа поведения, препятствующего развитию и фиксации обсессивно-фобических расстройств. Подробно излагаются принципы, на которых строится организация нового поведения. Перечисляются задачи, последовательно возникающие в процессе терапии, которые определяются динамикой клинической картины невроза (актуальной для пациента) под влиянием лечения. Описываются этапы терапии, в ходе которых эти задачи разрешаются. После последовательного изложения сущности и содержания всех этапов психотерапии, показывается, как она осуществляется практически. Для этого используются конкретные примеры.
Разработка метода и его практическое применение поставили множество конкретных вопросов, касающихся мотивации поведения, инициативы, творчества. Попыткой ответить на них стала оригинальная теория мотивации человеческого переживания и поведения, подробно разработанная в книге «Залог возможности существования».
Теория раскрывает необходимую для практика (психотерапевта, психолога, воспитателя, педагога) сущность психотерапевтического, педагогического и воспитательного подходов в традициях отечественной науки.
Решение специфических для человека нашей цивилизации проблем рассматриваются М. Л. Покрассом сквозь призму представления о личности как о Homo Moralis и только потом Homo Sapiens.
У М. Л. Покрасса прошли специализацию по психотерапии и практической психологии десятки врачей и психологов страны. У него обучаются психотерапевты, психологи, логопеды, учителя, студенты различных вузов.